# Liste der Mitglieder der National Academy of Sciences/1936
Im Jahr 1936 wählte die National Academy of Sciences der Vereinigten Staaten 15 Personen zu ihren Mitgliedern.

## Neugewählte Mitglieder
- Leo Baekeland (1863–1944)
- Eliot Blackwelder (1880–1969)
- Ira Bowen (1898–1973)
- Wallace H. Carothers (1896–1937)
- Alexander Forbes (1882–1965)
- William Francis Giauque (1895–1982)
- Clark Hull (1884–1952)
- Edwin Jordan (1866–1936)
- Alfred Kidder (1885–1963)
- Warren H. Lewis (1870–1964)
- Robert S. Mulliken (1896–1986)
- William C. Rose (1887–1985)
- Edmund Sinnott (1888–1968)
- Joseph L. Walsh (1895–1973)
- Orville Wright (1871–1948)